# One Shot 1989
One Shot 1989 - Le più belle canzoni dell'anno! è la decima raccolta di canzoni degli anni '80, pubblicata in Italia dalla Universal Music Italia srl su CD (catalogo 024 9 84405 5) nel 2007, appartenente alla serie One Shot 'aaaa', che fa parte della più vasta collana denominata One Shot.

## Il disco
Le versioni proposte sono tutte rimasterizzazioni digitali a 24 bit delle edizioni originali.

## Tracce
Il primo è l'anno di pubblicazione del singolo, il secondo quello dell'album; altrimenti coincidono.

### CD 1
1. The Cure – Lullaby (7" single remix) – 4:10 (testo: Robert Smith – musica: The Cure) – 1989
2. Simply Red – It's Only Love (album version) – 4:59 (Jimmy Cameron, Vella Cameron) – 1989
3. C+C Music Factory – Gonna Make You Sweat (Everybody Dance Now) – 4:04 (Robert Clivillés, Frederick Brandon 'Freedom' Williams) – 1990
4. Tears for Fears – Sowing the Seeds of Love (album version) – 6:17 (Roland Orzabal, Curt Smith) – 1989
5. Neneh Cherry – Buffalo Stance (album version) – 5:43 (Neneh Cherry, Phillip Ramacon, Booga Bear, Jamie Morgan) – 1988, 1989
6. Texas – I Don't Want a Lover – 5:00 (Johnny McElhone, Sharleen Spiteri) – 1989
7. Sydney Youngblood – If Only I Could – 3:29 (Sydney Youngblood, Claus Zundel, Ralf Hamm, Markus Staab) – 1989
8. Cher – If I Could Turn Back Time (single version) – 4:00 (Diane Warren) – 1989
9. Black Box – Ride on Time (album version) – 4:31 (Dan Hartman) – 1989, 1990
10. Holly Johnson – Americanos – 3:36 (Holly Johnson) – 1989
11. Inner City – Big Fun – 3:17 (Art Forest, Kevin Saunderson, Shanna Jackson, James Pennington) – 1988, 1989
12. Soul II Soul – Keep on Movin' (feat. Caron Wheeler) (Nellee Hooper single version) – 3:38 (Trevor Beresford Romeo) – 1989
13. Curiosity Killed the Cat – Name and Number – 4:03 (Glenn Skinner, Ben Volpeliere-Pierrot, Julian Brookhouse, Nicholas Thorp, Miguel Drummond) – 1989
14. Adeva [Patricia Daniels] – Respect – 4:01 (Otis Redding) – 1988, 1989
15. Papa Winnie – Rootsie & Boopsie (medley) – 6:06 (testo: Winston Carlisle Peters – musica: Roberto Turatti, Mario Natale, Silvio Melloni, Gino Zandonà) – 1989
16. Transvision Vamp – Baby I Don't Care (album version) – 4:38 (Nick Christian Sayer) – 1989
17. Elton John – Sacrifice – 5:06 (testo: Bernie Taupin – musica: Elton John) – 1989

Durata totale: 76:38

### CD 2
1. Technotronic – Pump Up the Jam (feat. Felly Kilingi) (single version) – 3:33 (testo: Manuela 'Y Kid K' Kamosi – musica: Jo 'Thomas de Quincey' Bogaert) – 1989
2. Rick Astley – Take Me to Your Heart – 3:28 (Mike Stock, Matt Aitken, Pete Waterman) – 1988
3. Lisa Stansfield – All Around the World – 4:21 (Lisa Stansfield, Ian Devaney, Andy Morris) – 1989
4. Joe Smooth [Joseph Welbon jr] – Promised Land (feat. Anthony Thomas) – 5:06 (Joe Smooth) – 1989
5. Eurythmics – Don't Ask Me Why – 4:22 (Annie Lennox, David A. Stewart) – 1989
6. Bobby Brown – Rock Wit'cha (single version) – 4:18 (Babyface, Daryl Simmons) – 1988
7. Spandau Ballet – Be Free with Your Love – 4:39 (Gary Kemp) – 1989
8. Les Négresses Vertes – Zobi La Mouche – 3:24 (Helno, Jean Marie Paulus) – 1989, 1988
9. The La's – There She Goes (Steve Lillywhite remix) – 2:42 (Lee Mavers) – 1990
10. Jimmy Somerville, June Miles-Kingston – Comment te dire adieu? – 3:56 (testo: Serge Gainsbourg – musica: Arnold Goland, Jack Gold) – 1989
11. F.P.I. Project – Rich in Paradise – 5:25 (Marco Frattini, Roberto Frattini, Corrado Foresti, Roberto Biffi, Luciano Bericchia) – 1989, 1991
12. Sam Brown – Stop! – 4:55 (Samantha Brown, Gregg Sutton, Bruce Brody) – 1988
13. The Christians – Words – 7:14 (testo: Henry Priestman – musica: Henry Priestman[2]) – 1989, 1990
14. Patti LaBelle – If You Asked Me To – 3:59 (Diane Warren) – 1989
15. The Beautiful South – Song for Whoever (album version) – 6:08 (Paul Heaton, Dave Rotheray) – 1989
16. Deon Estus – Heaven Help Me – 4:39 (Deon Estus, George Michael) – 1989
17. Raf – Cosa resterà degli anni '80 (album version) – 5:12 (testo: Giancarlo Bigazzi, Giuseppe Dati – musica: Giancarlo Bigazzi, Raf) – 1989

Durata totale: 77:21